# جزیره بولشوی شانتار
جزیره بولشوی شانتار (روسی: Большо́й Шантар، آوانگاری Greater Shantar؛ IPA: [bɐlʲˈʂoj ʂɐnˈtar]) یک جزیره در سرزمین خاباروفسک کشور روسیه است.